# Грошик руський

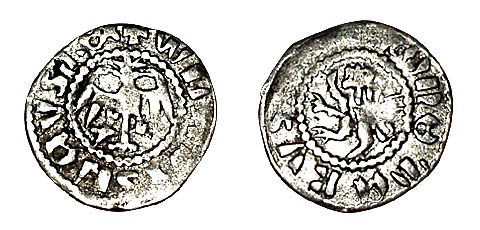
Грошик Руський

Грошик Руський — назва монет, які карбували у Львові впродовж 2-ї половини XIV століття для Королівства Руського, створеного на території галицько-волинських земель після захоплення їх Польщею у 1349 р. Емісія Грошика Руського велася за часів панування тут королів Казимира III Великого (1349-70), Людовіка Угорського (1370-72, 1378-82) та його намісника — князя Владислава Опольського (1372-78).
На аверсі монети вміщувалася монограма монетного сеньйора та кругова легенда. На реверсі — герб Руського королівства (крокуючий вліво руський лев) та кругова легенда: «MONETA RUSSIAE». Грошик Руський Казимира III Великого за вартістю прирівнювався до 1/2 празького гроша або польського квартника. У письмових джерелах Грошик Руський згадується як «grossi usuali» (загальновживана монета), «grossi numori Ruthenicalis» (гроші руської лічби), «moneta in terra Russiae» (монета, що перебуває в обігу в Руській землі) та ін. У складі монетних скарбів Грошики Руські зустрічаються переважно на території галицьких земель, Поділлі та в Молдові. У зв'язку з ліквідацією Польщею автономії галицьких земель карбування Грошика Руського близько 1390 р. було припинене.
В кінці ХІХ століття в газетній періодиці Галичини, зокрема русофільських виданнях «Галичанинъ» та «Галицкая Русь», грошики використовувались як засіб політичної пропаганди. Наводячи у приклад легенду монет «MONETA RUSSIAE», редактори намагались підкреслити російське коріння в регіоні, викривлено трактуючи легенду.